# 喬治亞人
格魯吉亞人（英語：Georgians）或卡特韦利亚人（羅馬化：kartvelebi，發音：[kʰɑrtʰvɛlɛbi]）是一個起源於南高加索地區的民族。格魯吉亞人是高加索地區歷史最為悠久的民族之一。目前格魯吉亞人人口總數700-800萬之間。大部分居住在格魯吉亞本国。此外在格魯吉亞的鄰國土耳其、伊朗以及俄羅斯和美國也有較多的格魯吉亞人居住。大多數格魯吉亞人信仰東正教，屬於東正教自主教會的格魯吉亞正教會，其建立於四世紀，在提比里斯及阿查拉也有少許天主教以及伊斯蘭教社群。
格魯吉亞人由於地形的關係導致民族組成比較複雜，民族內部還有各自的傳統禮儀及方言，如斯凡语及明格列爾語等。格魯吉亞語擁有自己獨特的格魯吉亞字母，其可以追溯至第五世紀。
格魯吉亞位處東西方的十字路口，歷史與文化常常受到其他民族的影響。1991年，格魯吉亞從蘇聯獨立。